# Heinie Manush
Henry Emmett Manush, detto Heinie (Tuscumbia, 20 luglio 1901 – Sarasota, 12 maggio 1971), è stato un giocatore di baseball statunitense che ha giocato nel ruolo di ricevitore nella Major League Baseball (MLB). È stato introdotto nella National Baseball Hall of Fame nel 1964.

## Carriera
Manush giocò nella MLB per vent'anni dal 1920 al 1939 per i Detroit Tigers (1923–1927), i St. Louis Browns (1928–1930), i Washington Senators (1930–1935), i Boston Red Sox (1936), i Brooklyn Dodgers (1937–1938) e i Pittsburgh Pirates (1938–1939). In seguito fu un osservatore per i Boston Braves e assistente allenatore dei Senators dal 1953 al 1954.
Manush fu uno dei migliori battitori del baseball negli anni venti e trenti. In carriera mantenne una media battuta di.330 e vinse il titolo di miglior battitore dell'American League nel 1926 con .378, derubando Babe Ruth della Tripla corona. Per quattro volte inoltre si classificò tra i migliori quattro battitori della lega (1926, 1928–1929, and 1932–1934) e per quattro volte totalizzò almeno 200 valide (1928–1929, 1932–1933). Nel 1928 finì al secondo posto nel premio di MVP dell'American League dopo averla guidata con 241 valide e 47 doppi, battendo anche 20 tripli e accumulando 367 basi totali. Finì terzo nel premio di MVP nel 1932 e 1933 e fu il primo battitore dei Senators che vinsero il pennant dell'American League e persero le World Series 1933 contro i New York Giants.
Manush fu anche un solido esterno in difesa, disputando 2.008 gare nella MLB, 1.381 sul lato sinistro, 312 al centro e 153 a destra.

## Palmarès
- MLB All-Star: 1

1934
- Miglior battitore dell'American League: 1

1926